# Институт Бенжамента
«Институт Бенжамента, или Эту мечту люди зовут человеческой жизнью» (англ. Institute Benjamenta, or This Dream People Call Human Life) — чёрно-белый художественный фильм аниматоров братьев Куай, ставший их режиссёрским дебютом в полнометражном кино. Фильм снят в 1995 году по роману швейцарско-немецкого писателя Роберта Вальзера «Якоб фон Гунтен» (1908).

## Сюжет
Молодой человек по имени Якоб фон Гунтен поступает в Институт Беньямента, где он собирается пройти курс обучения на домашнего слугу. Институтом руководит Иоханнес Беньямента, занятия проводит его сестра Лиза, единственная учительница. В классе ещё несколько человек, мужчин молодого или среднего возраста. Они живут в одной комнате, однако Якоба поселяют отдельно в маленькой комнате на чердаке. Занятия состоят в основном из повторения и заучивания наизусть правил поведения слуги.
Якоб постепенно исследует здание института, полное лестниц, проходов и загадочных предметов. Неожиданно для него директор института признаётся, что хотел бы иметь Якоба в качестве свего конфидента. Лиза Беньямента в свою очередь также беседует с Якобом наедине, обсуждая Крауса, самого прилежного студента, который смог полностью отказаться от своей личности в ходе обучения.
По прошествии времени Якоб понимает, что институт приходит в запустение. Новые студенты после него уже не принимаются. Директор сообщает Якобу, что существование института близко к концу, а Лиза говорит ему, что ей плохо и она словно чувствует чьё-то дыхание сзади. Лиза умирает, ученики несут её тело по коридорам здания. Директор говорит Якобу, что все ученики разошлись и он закрывает институт. Он предлагает Якобу последовать за ним в путешествие. Их грядущее путешествие под падающим снегом показано сквозь стекло аквариума. В последних кадрах показано опустевшее здание института, где в комнате с аквариумом на стуле сидит Краус.

## В ролях
- Марк Райлэнс — Якоб
- Элис Криге — Лиза Беньямента
- Готфрид Йон — Йоханнес Беньямента
- Дэниэл Смит — Краус
- Джозеф Алесси — один из учеников
- Джонатан Стоун — один из учеников
- Сесар Сарачу — один из учеников
- Петер Ловстром — один из учеников
- Ури Руднер — один из учеников
- Питер Уитфилд — один из учеников

## Награды
- 1995 — Кинофестиваль в Сиджесе — Лучшая операторская работа
- 1995 — Международный кинофестиваль в Стокгольме — «Бронзовая лошадь» (лучший фильм)
- 1996 — Фантаспорту — Специальный приз жюри[1]

## Отзывы
Звукорежиссёр фильма Ларри Сайдер отмечал, что братья Куэй «в своих фильмах испытывают чуть ли не религиозный трепет», и «Институт Бенжамента» «берёт своё начало в музыке»: музыку к фильму придумали и записали ещё до съёмок. Диалоги и звуки были изначально записаны на локации съёмок, однако записанный звук не понравился создателям: «они казались какими-то неотчётливыми на контрасте с замечательной картинкой», поэтому, несмотря наограниченный бюджет, были приглашены фоли-артисты и актёры дубляжа, с помощью которых удалось перезаписать звук и «создать нужную атмосферу оторванности, чувство, что всё не совсем такое, каким кажется».
Критики сранивали фильм с картиной Линча «Голова-ластик» из-за его неконвенциональной нарративной структуры и чёрно-белого изображения.
Сами братья Куай позже отмечали, что длина фильма была выбрана не самым лучшим образом, и в формате короткометражного фильма либо, наборот, более длинного фильма он выглядел бы более эффектно.
На Rotten Tomatoes у фильма 100 % одобрительных оценок на основе 8 рецензий.